# الرؤى (ألبوم موسيقي)
الرؤى (بالإنجليزية:Visions) هو ثالث ألبوم موسيقي للمغنية وكاتبة الأغاني و المنتجة الكندية غرايمس، الذي صدر في 21 فبراير 2012 عن كل من شركتي التسجيلات الموسيقية 4AD و Arbutus.

## قائمة أغانِ الألبوم
| الترتيب               | عنوان الأغنية                                   | المدة |
| --------------------- | ----------------------------------------------- | ----- |
| 1                     | "Infinite ♡ Without Fulfilment"                 | 1:36  |
| 2                     | "Genesis"                                       | 4:15  |
| 3                     | "Oblivion"                                      | 4:12  |
| 4                     | "Eight"                                         | 1:48  |
| 5                     | "Circumambient"                                 | 3:43  |
| 6                     | "Vowels = Space and Time"                       | 4:21  |
| 7                     | "Visiting Statue"                               | 1:59  |
| 8                     | "Be a Body (侘寂)"                              | 4:20  |
| 9                     | "Colour of Moonlight (Antiochus)" (مع Doldrums) | 4:00  |
| 10                    | "Symphonia IX (my wait is u)"                   | 4:53  |
| 11                    | "Nightmusic" (مع Majical Cloudz)                | 5:03  |
| 12                    | "Skin"                                          | 6:09  |
| 13                    | "know the way (outro)"                          | 1:45  |
| المدة الإجمالية 48:04 |                                                 |       |

## تاريخ إصدار الألبوم حسب البلد
| البلد            | التاريخ        | العلامة التجارية | المرجع      |
| ---------------- | -------------- | ---------------- | ----------- |
| كندا             | 31 يناير 2012  | Arbutus          | [ 1 ] [ 3 ] |
| الولايات المتحدة | 21 فبراير 2012 | 4AD              | [ 3 ]       |
| أستراليا         | 1 مارس 2012    | Remote Control   | [ 4 ]       |
| ألمانيا          | 9 مارس 2012    | 4AD              | [ 5 ]       |
| إيرلندا          | 9 مارس 2012    | 4AD              | [ 6 ]       |
| المملكة المتحدة  | 12 مارس 2012   | 4AD              | [ 7 ]       |
| فرنسا            | 13 مارس 2012   | 4AD              | [ 8 ]       |
| يابان            | 6 يونيو 2012   | Hostess          | [ 9 ]       |

## الشهادات
| البلد                 | الشهادة           | عدد المبيعات/الإستماع الإلكتروني |
| --------------------- | ----------------- | -------------------------------- |
| كندا (Music Canada)   | الأسطوانة الذهبية | 40.000                           |
| المملكة المتحدة (BPI) | الأسطوانة الفضية  | 60.000                           |

## قائمة المراجع
1. 1 2  "| hmv.ca: home of entertainment". www.hmv.ca (بالإنجليزية). Archived from the original on 2015-10-28. Retrieved 2025-07-03.
2. 1 2  "Grimes - Visions". Discogs. مؤرشف من الأصل في 2025-07-03. اطلع عليه بتاريخ 2025-07-03.
3. 1 2  "Grimes – "Genesis"". Stereogum (بالإنجليزية). 4 Jan 2012. Archived from the original on 2025-01-18. Retrieved 2025-07-03.
4. ↑  "Visions | CD & DVD Music, Music Genres, Alternative : JB HI-FI". www.jbhifionline.com.au. مؤرشف من الأصل في 2014-02-03. اطلع عليه بتاريخ 2025-07-03.
5. ↑  http://www.surver.net/، surver:net. "indigo.de: GRIMES:  Visions". www.indigo.de. مؤرشف من الأصل في 2015-09-24. اطلع عليه بتاريخ 2025-07-03. {{استشهاد ويب}}: روابط خارجية في |مؤلف= (مساعدة)
6. ↑  "Visions - Grimes - CD". WebStore (بen-IE). Archived from the original on 2015-10-28. Retrieved 2025-07-03.{{استشهاد ويب}}:  صيانة الاستشهاد: لغة غير مدعومة (link)
7. ↑  "Grimes: Visions (2012): CD: hmv.com". hmv.com. مؤرشف من الأصل في 2012-05-27. اطلع عليه بتاريخ 2025-07-03.
8. ↑  "Visions - Grimes". مؤرشف من الأصل في 2016-03-04. اطلع عليه بتاريخ 2025-07-03.
9. ↑  Inc, Lawson Entertainment. "Visions". HMV&BOOKS online (بالإنجليزية). Retrieved 2025-07-03. {{استشهاد ويب}}: |مؤلف= باسم عام (help)
10. ↑  "Gold & Platinum - Music Canada". Music Canada (بالإنجليزية الأمريكية). Archived from the original on 2024-12-28. Retrieved 2025-07-03.
11. ↑  "Sheryl Crow, Sheryl Crow, Album - The BPI". BPI (بالإنجليزية). Archived from the original on 2025-06-30. Retrieved 2025-07-03.

## اطلع أيضا
- النسيان (أغنية لغرايمس).
- جينيسيس (أغنية لغرايمس).

## وصلات خارجية
- الرؤى على موقع أول ميوزيك (الإنجليزية)
- الرؤى على قاعدة بيانات ديسكوغز (الإنجليزية)
- الرؤى على موقع جينيس (الإنجليزية)
- الرؤى على منصة ميتاكرتيك (الإنجليزية)